# 下武通
下武通（法語：Vouthon-Bas，法語發音：[vutɔ̃ ba]）是法国默兹省的一个市镇，与上武通相邻，属于科梅尔西区。

## 地理
下武通（48°29'0"N, 5°36'30"E）面积7.22 平方千米，位于法国大東部大區默兹省，该省份为法国西北部内陆省份，北与比利时接壤，西接马恩省和阿登省，南至上马恩省和孚日省，东临默尔特-摩泽尔省。
与下武通接壤的市镇（或旧市镇、城区）包括：古桑库尔、塔扬库尔、上武通、阿芒蒂。

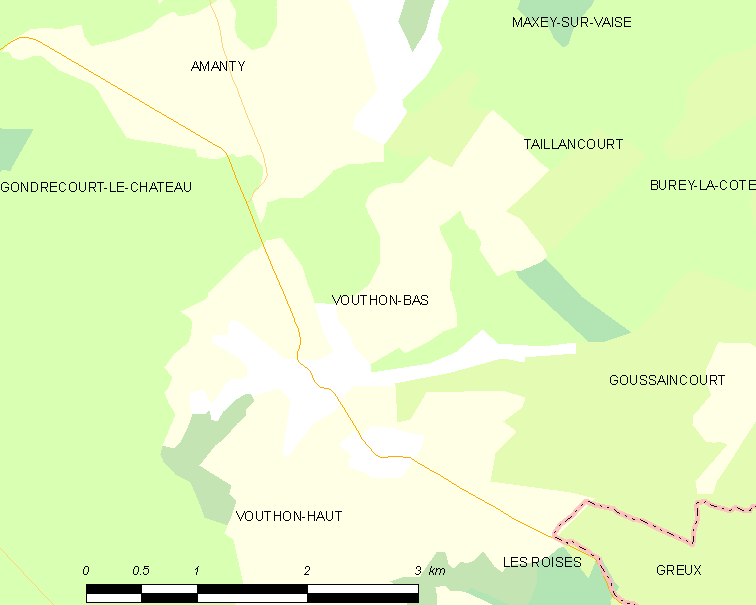
下武通的OSM定位图

下武通的时区为UTC+01:00、UTC+02:00（夏令时）。

## 行政
下武通的邮政编码为55130，INSEE市镇编码为55574。

## 政治
下武通所属的省级选区为利尼昂巴鲁瓦县。

## 人口

1962-2008年间下武通人口变化图示

下武通于2022年1月1日时的人口数量为40人。